# Andrej Hrnčiar
Andrej Hrnčiar (* 10. červenec 1973, Lisková u Ružomberka) je primátor města Martin a místopředseda Národní rady Slovenské republiky.
V roce 1996 se stal členem souboru Divadla SNP v Martině, kde působil až do roku 2003. V letech 2003 – 2006 zastával post ředitele Slovenského komorního divadla v Martině.
Kandidoval v komunálních volbách v roce 2006 a jako nezávislý kandidát ve volbách uspěl, od roku 2006 působí jako primátor města Martina. Inicioval projekt Transparentní město, na kterém spolupracoval s Transparency International Slovensko.[zdroj?]
Ve volbách do NR SR v březnu 2012 kandidoval na kandidátce Most - Híd na 10. místě. Dne 10. března 2012 mu občané Slovenské republiky ve volbách odevzdali 15 180 preferenčních hlasů, na základě čeho vyskočil až na 7. místo kandidátky. V dubnu 2012 se stal nezávislým poslancem Národní rady Slovenské republiky v rámci stranického klubu Most – Híd. V současnosti působí jako člen Výboru pro evropské záležitosti a Výboru pro obranu a bezpečnost.
Je ženatý a má dvě dcery.

## Profesionální kariéra
- 1991 – 1996 – studium na Vysoké škole múzických umění v Bratislavě, činoherních a loutkářských fakulta, obor herectví
- 1996 – 2003 – člen souboru Divadla SNP v Martině
- 2003 – 2006 – ředitel Slovenského komorního divadla v Martině
- 2006 – primátor města Martin
- 2012 – 2016 – poslanec Národní rady Slovenské republiky
- 2016 – poslanec a místopředseda NR SR zvolen za stranu # SIEŤ. Kandidoval na 2. místě. Dostal 20 492 platných přednostních hlasů.

## Primátor města Martin
Složil zákonem předepsaný slib primátora města na jednání zastupitelstva dne 21. prosince 2006.